# جون موريسون (لاعب هوكي الجليد)
جون موريسون (بالإنجليزية: John Morrison)‏ هو لاعب هوكي الجليد أمريكي، ولد في 6 أبريل 1945 في منيابولس في الولايات المتحدة.

## روابط خارجية
- جون موريسون على موقع أوليمبيديا (الإنجليزية)